# Afonso de Albuquerque Maranhão
Afonso de Albuquerque Maranhão (1744 — 10 de julho de 1836) foi um político brasileiro, senador do Império do Brasil de 1826 a 1836.
Teve participação no governo de Pernambuco, estudada com mais pormenores nos verbetes sobre a Confederação do Equador e Frei Caneca. Faleceu em 10 de julho de 1836.

## Família
Era filho de Inácia Maria da Conceição Ribeiro e de Afonso José de Albuquerque Maranhão. Seu avô paterno, era neto de Matias de Albuquerque Maranhão, um governador colonial da Paraíba.
Era casado com Maria Ana Francisca de Paula Cavalcanti de Albuquerque e Melo (1798 - Ipojuca, 21 de março de 1879), filha de Maria Ana Francisca de Paula de Holanda Cavalcanti de Albuquerque e do coronel Francisco do Rego Barros, era irmã do Conde de Boa Vista e prima do Visconde de Albuquerque e Visconde de Suassuna. Os filhos do casal foram:
1. Francisco de Albuquerque Maranhão Cavalcanti (1814-1867). Foi tenente-coronel e comandante na Guerra do Paraguai. Se casou com Maria Luiza Cavalcanti de Albuquerque.
2. Maria Ana Francisca de Albuquerque Maranhão Cavalcanti (1816-1891). Se casou com seu tio materno, o Conde da Boa-Vista.[4][5]
3. Firmina de Albuquerque Maranhão Cavalcanti (1824-1869). Se casou com Antônio Francisco Paes de Mello Barreto.
4. Afonso de Albuquerque Maranhão Cavalcanti.
5. Anna de Albuquerque Maranhão Cavalcanti. Se casou com seu primo, José Peres de Albuquerque Maranhão.
6. Inácia Politanea de Albuquerque Maranhão Cavalcanti.